# Ophthalmitis isorphnia
Ophthalmitis isorphnia là một loài bướm đêm trong họ Geometridae.